# Бущан, Андрей Петрович
Андрей Петрович Бущан (род. 21 августа 1970, Запорожье) — советский и украинский хоккеист, защитник. Мастер спорта. Украинский хоккейный функционер, предприниматель.

## Биография
Воспитанник харьковского «Динамо» (тренер — Д. В. Думаревский). Выступал за харьковский спортинтернат в молодёжных чемпионатах СССР 1987/88 и 1988/89. В сезоне 1988/89 дебютировал за «Динамо» в чемпионате СССР. В сезоне 1992/93 играл за киевский «Сокол».
Выступал за сборную Украины в группе C чемпионата мира 1993 года. На драфте НХЛ 1993 года был выбран в 5-м раунде под общим 106-м номером клубом «Сан-Хосе Шаркс», две сезона отыграл за фарм-клуб «Канзас-Сити Блейдз» в ИХЛ.
Сезон 1995/96 начал в российском «Авангарде» Омск, затем перешёл в тольяттинскую «Ладу», с которой стал чемпионом МХЛ. По ходу сезона 1997/98 перешёл в московский «Спартак». В сезонах 1998/99 — 2001/02 выступал за киевский «Сокол» в ВЕХЛ, также играл за «Витязь» Подольск (1999/2000), «Химик» Воскресенск (2000/2001), СМС ПЗХЛ (Польша, 2001).
Участник чемпионата мира 1998 в группе B.
После завершения карьеры вошёл в состав Федерации хоккея Украины, председатель федерации хоккея Запорожской области.
Занимался строительством теннисных кортов и футбольных полей, продавал электропроводку. В 2010 году купил компанию по разведению кроликов «Анмакс», которая впоследствии стала крупнейшей кролефермой в Украине «Кроликофф».